# Verbeia
Verbeia era una diosa del antiguo politeísmo celta adorada en Britania. Se la conoce por un único altar dedicada a ella, en Ilkley. Se cree que fue una deificación del río Wharfe.
Una imagen de una mujer encontrada en Ilkley puede ser una representación de esta deidad. Esta imagen tiene una cabeza grande en relación con el cuerpo, y unos rasgos esquemáticos, viste una larga túnica plisada y agarra una serpiente zigzagueantes con cada mano.

## Orígenes
La piedra en la que está plasmada esta representación se encuentra en la Iglesia de Todos los Santos de Ilkley, situada en lo que fue un antiguo castrum, que a su vez se erigió sobre los restos de Olicana, un asentamiento brigantino. Las tropas de la Segunda Cohorte de Lingones, que lo guarnecieron durante el siglo II, erigieron el altar mencionado con anterioridad.
Anne Ross describe las similitudes de esta representación con la imagen de una diosa que se encontró en Mavilly-Mandelot, Francia. Esta aparece con una túnica plisada similar, y sostiene dos serpientes con una mano. Se encontró junto a un altar dedicado a ritos acuáticos. 
La tribu de los lingones es originaria de esta región francesa. Los romanos reclutaron soldados de este grupo de galos, que pudieron llegar a Britania. Se cree que el altar de Mavilly puede ser un precursor del altar de Ilkley. Sin embargo, algunas fuentes afirman, que las tropas del castrum británico eran originarias del noroeste de Italia, ya que se conoce que algunos lingones cruzaron los Alpes alrededor del 400 a. C..

## La piedra de la esvástica
La piedra de la esvástica es un petroglifo situado en el extremo norte del páramo de Ilkley, desde el que se ve Wharfadale, el único valle de en el que se han encontrado muestras de arte rupestre británico. En esta roca se observan marcas redondeadas, pero las marcas de cazoletas y anillos son diferentes a las del valle. 
Es muy similar a los motivos de la Rosa de Camunian, que se encuentran en Val Camonica, al norte de Italia. Si se acepta la hipótesis de que las tropas lingones que llegaron a Ilkley procedían de este lugar, se cree que pudieron ver la Rosa durante su migración a través de los Alpes, y adoptaron este símbolo.
Ross asocia repetidamente a Verbeia con la diosa Brigid y la ciudad de Brigantia. Como la cruz de Brigid es similar a la esvástica irlandesa, es probable que haya varios vínculos entre Verbeia, la esvástica y cultos galos importados.

## Etimología
La lengua protocéltica explica la etimología de la palabra Verbeia mediante la palabra werbā-, que significa ampolla, burbuja. Otra teoría es que procede de la raíz protoindoeuropea wer-bhe-, que significa doblar, girar, que al ir seguido del sufijo durativo - j- y el sufijo femenino -ā- y, por lo tanto, podría haber significado "la que constantemente se inclina y gira".
Una última teoría afirma que deriva del impacto de la cultura romano-británica en el idioma protocelta: Uφer-bej-ā-, "el delantero superior".